# Fern Fitzgerald
Fern Fitzgerald (Valley Stream, New York, 7 januari 1947) is een Amerikaans actrice.
Ze begon haar carrière met een klein rolletje in de soap All My Children in 1978. Nog datzelfde jaar maakte ze de overstap naar Dallas. Fitzgerald speelde hier de rol van Marilee Stone, die na de dood van haar man lid werd van het oliekartel, de zakenpartners van de Ewings. Alhoewel Stone slechts een bijrol speelde was ze toch te zien tot 1989. Haar laatste rol was een gastrol in sitcom Seinfeld in 1996.  